# Capela do Santíssimo

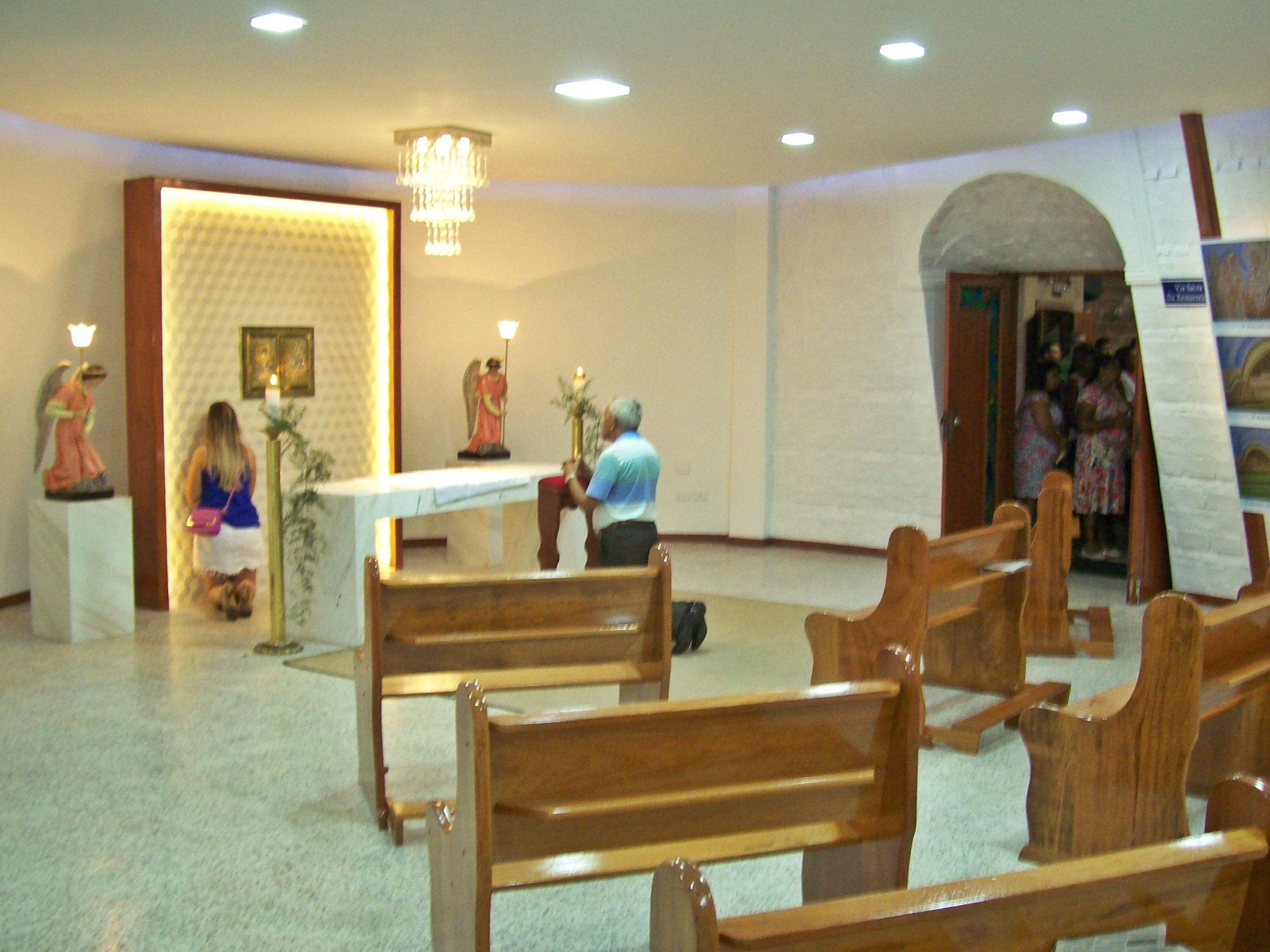
Capela do Santíssimo da co-Catedral de São Sebastião, em Coronel Fabriciano, no Brasil.

A Capela do Santíssimo, chamada popularmente apenas de Santíssimo, mais conhecida na língua inglesa como Capela Eucarística (Eucharistic Chapel) é a capela onde se localiza o sacrário, apresentando por isso mesmo, normalmente uma decoração mais nobre e magnificente do que o restante da igreja.
É o local onde fica o Santíssimo Sacramento (isto é, a Eucaristia), decorrendo daí seu nome. 
Essas capelas são comuns nas igrejas pós-Concílio Vaticano II, uma vez que anteriormente, o Rito Romano exigia que o sacrário ficasse sobre o altar-mor, e em muitos casos, os altares menores das igrejas também possuíam seus próprios sacrários. Mesmo atualmente, em muitas igrejas, o sacrário está localizado próximo ao altar e ao corpo principal do edifício, nesses casos, não há capela do santíssimo. Católicos consideram um ato de devoção rezar nessa capela antes e depois das missas. Muitas vezes existem grupos de oração se reúnem ao longo da semana nesse local, para adorar a Eucaristia, Corpo e Sangue de Nosso Senhor Jesus Cristo, ocasiões comumente chamadas de "Adoração ao Santíssimo".